# Stedenmaagd

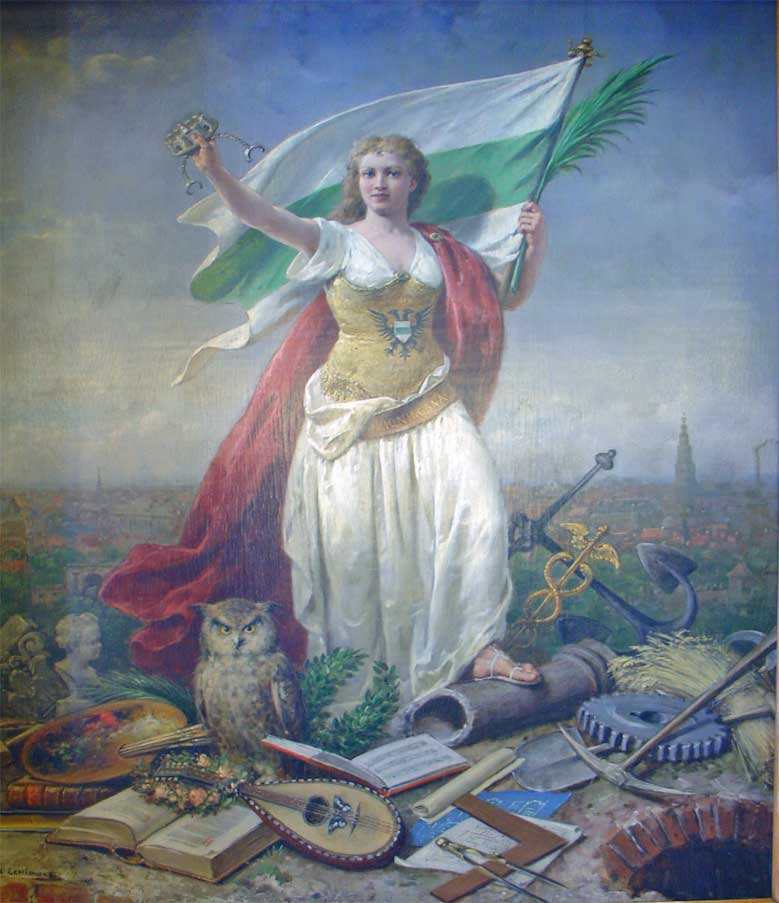
De Groninger Stedenmaagd, door Otto Eerelman

Een maagd als verpersoonlijking van een stad of land is een motief dat al in de oudheid op Griekse munten terug te vinden is. In deze tijd werd de stedenmaagd vaak vergoddelijkt en dus als godin vereerd.
Het motief is altijd blijven bestaan en in de renaissance werd het weer populair. Het is vooral geschikt als zinnebeeld van een republiek. In Amsterdam was in het Stadhuis (nu Koninklijk Paleis) in 1655 een stedenmaagd te vinden, en in het latere stadhuis in het Prinsenhof staat een stedenmaagd in hout van de hand van John Raedecker.
Iconografisch zijn de stedenmaagden en de Nederlandse Maagd verwant aan Minerva en Pallas Athene.

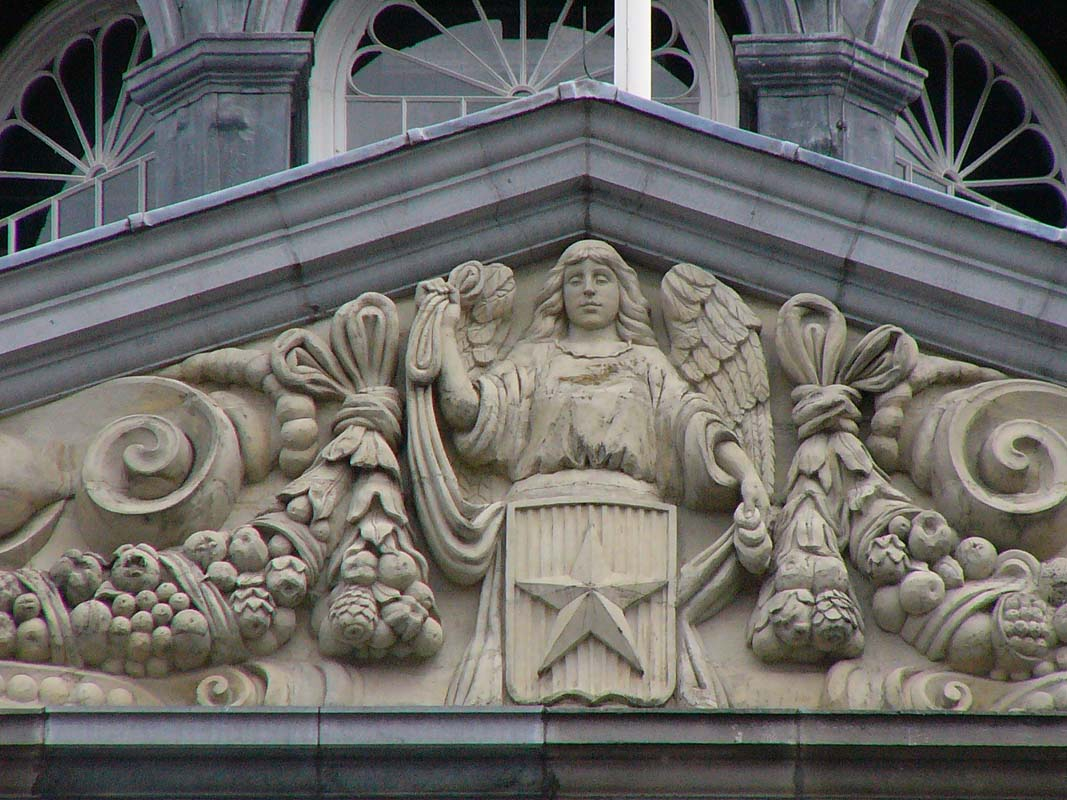
De stadsengel van Maastricht op een fronton van het Stadhuis van Maastricht

Bekende stedenmaagden vindt men ook in Dordrecht (bijvoorbeeld aan de Groothoofdspoort) en Groningen (in het Stadhuis en als bronzen beeld "Landbouw en veeteelt" van Wladimir de Vries bij de Herebrug), en in Hamburg waar zij Hammonia heet. De Maagd van Gent is in het wapen van Gent als schildhouder terechtgekomen. Ook de stedenmaagd van Maastricht fungeerde als schilddrager, voor het eerst afgebeeld op het Gerechtigheidspaneel (ca. 1475). Vanaf de 17e eeuw, mogelijk al eerder, kreeg de schilddrager vleugels en maakte de stedenmaagd plaats voor de stadsengel. Deze "ingel vaan Mestreech" speelt tevens een rol bij allerlei manifestaties en heeft sinds 2018 een standbeeld op het vernieuwde Koningsplein-Oranjeplein.